# Budova společnosti Elektroprivreda BiH
Budova společnosti Elektroprivreda BiH (bosensky Zgrada Elektroprivrede BiH) je brutalistická stavba v hlavním městě Bosny a Hercegoviny, Sarajevu. Sídlo stejnojmenné společnosti stojí na ulici Vilsonovo šetalište 15.

## Historie
Budova byla budována v druhé polovině 70. let 20. století, dokončena byla v roce 1978. Architektem netradiční brutalistické stavby byl Ivan Štraus, místní architekt. Budova měla svým tvarem připomínat hydroelektrárnu, jako odkaz na činnost tehdy republikové společnosti.[zdroj?] Stala se jedním ze symbolů Sarajeva během obléhání města za války v 90. letech 20. století.
Ivan Štraus měl rovněž příležitost podílet se na obnově budovy po skončení konfliktu. Kvůli tomu znovu shromáždil svůj původní projektantský a realizační tým, byla obnovena projektová dokumentace. Až do druhého patra byla zachována původní betonová konstrukce budovy; vyšší části stavby byly vybudovány kompletně znovu. Přestože některé drobné prvky byly nahrazeny a změněny, celkové vyznění budovy zůstalo stejné. Dominantní barva se změnila z původní měděné na zelenou. Použití kvalitnějších materiálů a vyšší rozpočet na modernizaci stavby měl dle projektanta dopad na to, že rekonstruovaná stavba má vyšší stavební hodnotu než ta původní.[zdroj?] Rekonstrukce budovy v letech 2012 až 2014 probíhala s náklady 16 milionů Konvertibilních marek.